# Nobuyuki Kawashima
Nobuyuki Kawashima (født 4. februar 1992) er en japansk fodboldspiller, som spiller for den japanske fodboldklub Giravanz Kitakyushu.